# چندرشته زمانی
چندرشته زمانی یکی از دو شکل اصلی چندرشته است که می‌تواند بر روی سخت‌افزار پردازنده کامپیوتر و دیگر چند رشته به‌طور همزمان اجرا شود.
تفاوت‌های متمایز بین دو شکل حداکثر تعداد موضوعات همزمان است؛ که می‌تواند در هر مرحله خط لوله داده شده در چرخه داده شده اجرا شود. در چند رشته زمانی شماره یک است در حالی که در چند رشته به‌طور همزمان تعداد بیشتری از یک است.

## تغییرات
بسیاری از تغییرات ممکن چندرشته زمانی وجود دارد. اما بیشتر می‌توان به دو زیر اشکال طبقه‌بندی کرد:
1. درشت دانه # ریزدانه

- در چند رشته زمانی دانه درشت خط لوله اصلی پردازنده شامل تنها یک موضوع در یک زمان می‌شود. پردازنده قبل از اجرای یک موضوع مختلف باید به‌طور مؤثر یک سوئیچ زمینه سریع انجام دهد. این سوئیچ زمینه سریع گاهی به عنوان یک سوئیچ موضوع اشاره است. هنگام سویچینگ چرخهٔ جریمه ممکن است یا ممکن نیست اضافه باشد. بسیاری از تغییرات ممکن چندرشته زمانی درشت دانه وجود دارند هنگامی که تعویض موضوع رخ می‌دهد، به‌طور عمده این الگوریتم است که تعیین می‌کند. این الگوریتم ممکن است بر اساس یک یا بیشتر عوامل مختلف بیشتری باشد. از جمله تعداد چرخه، فقدان کش، و انصاف.
- در چند رشته زمانی ریزدانه خط لوله اصلی پردازنده ممکن است شامل موضوعات متعدد باشد.
با زمینه سوئیچ به‌طور مؤثر بین مراحل لوله رخ می‌دهد (به عنوان مثال در پردازنده در هر بشکه)، این شکل از چند رشته می‌تواند گران‌تر از اشکال دانه درشت باشد؛ زیرا منابع اجراهایی که مراحل متعدد لوله را گسترش می‌دهند، ممکن است مجبور به مقابله با موضوعات مختلف باشد.
همچنین کمک به هزینه واقعیتی است که طراحی کرده، نمی‌تواند پیرامون مفهوم «پس زمینه» موضوع بهینه‌سازی شود- هر یک از موضوعات همزمان که توسط سخت‌افزار اجرا می‌شوند،
ممکن است نیاز به خواندن یا نوشتن توسط چرخه داشته باشد.

## مقایسه چند رشته به‌طور همزمان
در هر یک از اشکال آن، در راه‌های بسیاری چندرشته زمانی به چند رشته به‌طور همزمان مشابه است. همچنین در فرایند همزمان سخت‌افزار باید یک مجموعه کامل از دستگاه‌هایی در موضوع همزمان اجرا می‌شود، ذخیره کند. سخت‌افزار نیز باید خیال داشته باشد که موضوع داده شده‌است منابع پردازنده به خود را دارد. برای جلوگیری از یک موضوع از تسلط زمان و منابع پردازنده الگوریتم انصاف باید درهر دو نوع شرایط چندرشته گنجانده شود. چندرشته زمانی دارای یک مزیت بیش از چند رشته به‌طور همزمان است که باعث تولید حرارت پردازنده پایین‌تر می‌شود.
با این حال، اجازه می‌دهد تا تنها یک موضوع در یک زمان اجرا شود.